# Irinel Caprini-Gologan
Irinel Caprini-Gologan (n. 25 octombrie 1945) este o fiziciană română, membră corespondentă a Academiei Române (30 mai 2019).

## Biografie
A absolvit Facultatea de Fizică a Universității din București. 
Lucrarea de doctorat și-a susținut-o în 1974 cu academicianul Șerban Țițeica și avea ca subiect: "Metode de optimizare aplicate în teoria interacțiilor tari ale particulelor elementare".
În 1988 a primit Premiul „Constantin Miculescu” al Academiei Române.
Profesează în cadrul Departamentului de Fizică Teoretică al Institutului Național de Cercetare-Dezvoltare pentru Fizică și Inginerie Nucleară „Horia Hulubei”. Are aproape 900 de lucrări de cercetare precum și câteva traduceri din autori străini.
În perioada 1986-2010 a profesat în domeniul fizicii în cadrul Universității din Craiova și Universității din București, începând din anul 2002 fiind profesor asociat și conducător de doctorat la Universitatea din Craiova.
Are numeroase cooperări internaționale în domeniul fizicii teoretice (Marsilia, Berna, Praga, Bangalore) și a fost membru în Comitetul român CERN (2002 – 2005)